# Helicópteros de Guatemala
Helicópteros de Guatemala ( HdG ) es una aerolínea Guatemalteca con sede en el Aeropuerto Internacional La Aurora en la Ciudad de Guatemala que comenzó a operar el 20 de julio de 1971. La aerolínea fue fundada por Héctor Simón Morataya Morales y tiene una licencia para volar dentro de Guatemala, México y América Central . 

## Servicios
La aerolínea ofrece servicios de charter que cubren diversas misiones y vuelos turísticos nacionales e internacionales. Helicópteros de Guatemala ha sido nombrado representante de ventas independiente de AgustaWestland para Guatemala. 

## Flota
HdG opera actualmente con cinco helicópteros:
- 1 Eurocopter AS350 Ecureuil B-3
- 1 Bell 206 (JETRANGER)
- 3 Bell 206 L-1 (LONGRANGER III)